# Catina
D-norpseudoefedrina, também conhecida como catina e (+)-norpseudoefedrina, é uma droga psicoativa das classes químicas das feniletilaminas e anfetaminas que atua como estimulante. Assim como a catinona, a catina é encontrada naturalmente na Catha edulis (khat), que define seus efeitos farmacológicos. Em termos de dosagem equivalente, possui aproximadamente 7–10% da potência da anfetamina.

## Farmacologia
Como as anfetaminas, a exemplo da catinona e efedrina, a catina atua como um agente de liberação de noradrenalina (NRA). Além disso, também atua como um agente de liberação de dopamina (DRA). A catina atua, portanto, como um agente de liberação de noradrenalina e dopamina (NDRA).

## Química
A catina é um dos quatro estereoisômeros da fenilpropanolamina (PPA).

## Gravidez
Éfedra, encontrada em muitas espécies do gênero Ephedraceae, é uma erva chinesa e ocidental que contém, entre outras anfetaminas, a catinona. Em ensaio clínico aplicado nos Estados Unidos, que avaliou 18 438 mulheres de 10 estados entre 1999 e 2003, 1,3% das mulheres relataram o uso de efedra durante a gravidez. Durante o ensaio, cinco casos de anencefalia foram relatados em bebês de mulheres que usaram efedrina; no entanto, não houve correlação estatisticamente significativa comparado a mulheres que não consumiram éfedra (O.R. 2,8; intervalo de confiança: 1,0–7,3).
No Iêmen, um estudo com 642 participantes descobriu que entre as mulheres grávidas que mascavam khat não houve aumento do risco de natimortos ou malformações congênitas. Em mulheres lactantes que mascam khat, a D-norpseudoefedrina é  excretada no leite materno.